# Lorenz Just

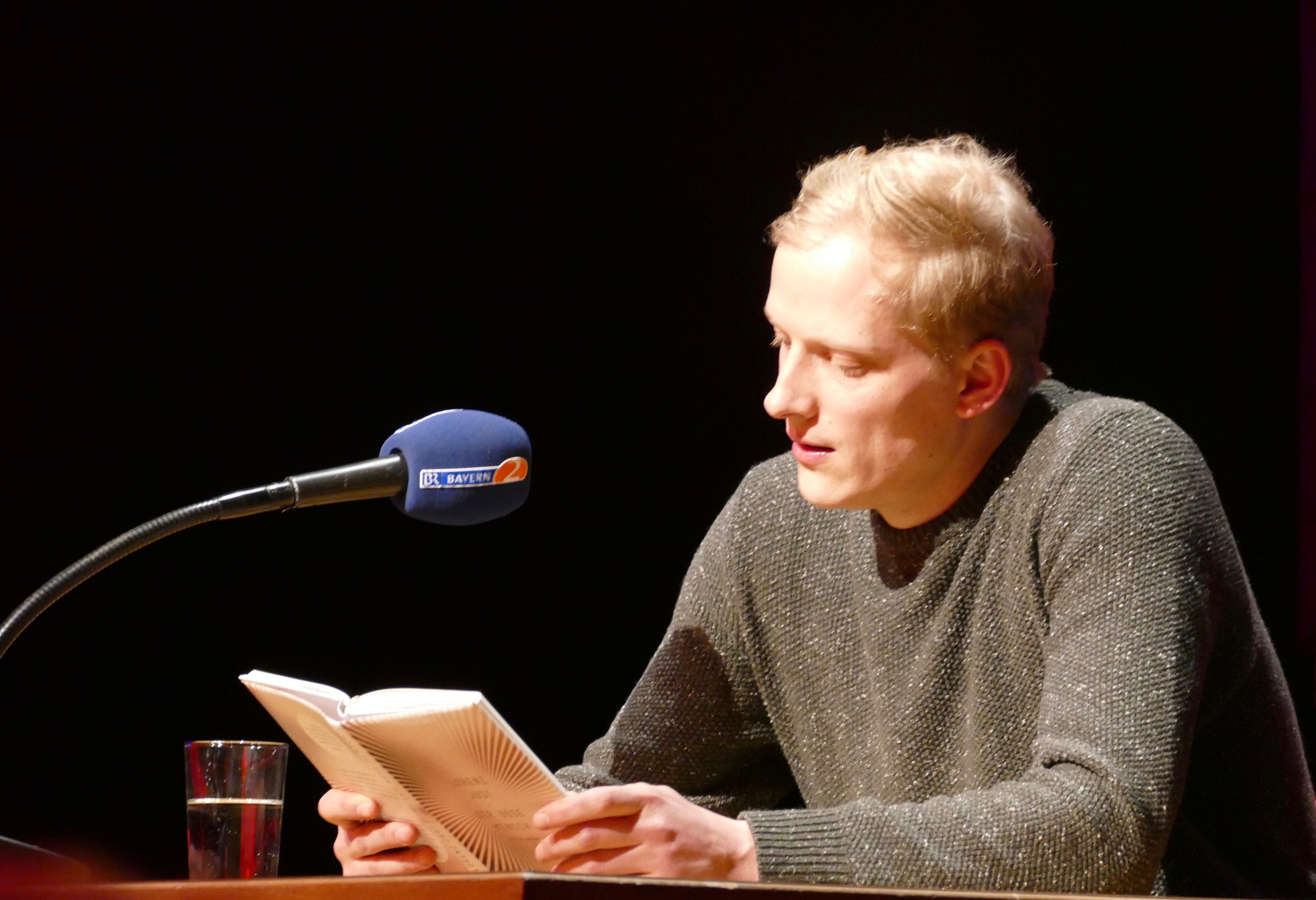
Lorenz Just bei den Wortspielen 2018 in München

Lorenz Just (* 1983 Halle an der Saale) ist ein deutscher Islamwissenschaftler und Schriftsteller.

## Leben und Werk
Just zog 1988 mit seinen Eltern nach Ost-Berlin. Er studierte Islamwissenschaften an der Martin-Luther-Universität Halle-Wittenberg. Während des Studiums reiste er durch Ägypten, Jemen, Syrien und Iran; im Libanon arbeitete er am Orient-Institut Beirut. Von 2011 bis 2015 studierte er am Deutschen Literaturinstitut Leipzig.
2017 erschien sein Debüt Der böse Mensch, eine Sammlung von lose verklammerten Erzählungen. In seinem 2020 veröffentlichten Roman Am Rand der Dächer erzählt Just von der anarchischen Kindheit im Berlin der Nachwendezeit. Er folgt dabei keiner Erwachsenenperspektive, sondern kindlichen und jugendlichen Entscheidungsmustern und Denkstrukturen. Ohne Verklärung wird die Gestimmtheit einer Dekade zweier Staaten eingefangen, das Freiheitsversprechen, das Ende der Illusionen und eine Zeit ohne feste Strukturen.
Sein Debütroman Am Rand der Dächer spielt in den 1990er Jahren in Berlin.
Im April 2023 ist sein drittes Buch Tag XYZ in der Edition Volte des Leipziger Spectorbook-Verlags erschienen.

## Werke
- Tag XYZ. Roman. Volte 11. Spectorbooks, Leipzig 2023, ISBN 978-3-95905-715-8
- Am Rand der Dächer. Roman. Dumont, Köln 2020, ISBN 978-3-8321-8111-6.
- Der böse Mensch. Erzählungen. Dumont, Köln 2017, ISBN 978-3-8321-9879-4.
- Mohammed. Das unbekannte Leben des Propheten. Gabriel, Stuttgart 2015, ISBN 978-3-522-30421-4.
- Kurz vor Schluss. In: Michael Hametner (Hrsg.): Die Taubenjägerin: Die besten Geschichten aus dem MDR-Literaturwettbewerb 2014. Poetenladen, Leipzig 2014, ISBN 978-3-940691-57-6.
- Text of a Talk. In: Inga Kerber (Hrsg.): Catalogue raisonné (clichés). Spector Books, Leipzig 2014, ISBN 978-3-940064-76-9.
- „Die ‚natürliche‘ Ordnung der Welt“: Eine Studie zur Chronik Rašiduddin Fażlullah-i Hamadanis. EB, Berlin 2011, ISBN 978-3-86893-064-1.